# Teià
Teià (em catalão e oficialmente) ou Teyá (em castelhano) é um município da Espanha, na comarca do Maresme, província de Barcelona, comunidade autónoma da Catalunha. Tem 6,72 km² de área e em 2021 tinha 6 532 habitantes (densidade: 972 hab./km²). Limita com os municípios de Alella, El Masnou e Premià de Dalt.